# Tycherus eques
Tycherus eques là một loài tò vò trong họ Ichneumonidae.